# ВВЕР-440
ВВЕР-440 — Водо-Водяний Енергетичний Реактор потужністю (електричною) 440 МВт, розроблений у СРСР. Розробник ДКБ «Гідропрес» (м. Подольськ Московської області). Науковий керівник — Курчатовський інститут. Спочатку планувався на електричну потужність 500 МВт, але через відсутність відповідних турбін був перероблений на 440 МВт (2 турбіни К-220-44 ХТГЗ по 220 МВт). В 1997—2002 роках у деяких енергоблоків за рахунок модернізації номінальна потужність була збільшена. Максимально на фінській АЕС Ловійса (Loviisan) — 510 МВт.

## Технічні дані
| Характеристика                                 | ВВЕР-440 | ВВЕР-1000 (для порівняння) |
| ---------------------------------------------- | -------- | -------------------------- |
| Теплова потужність реактора, МВт               | 1375     | 3000                       |
| Електрична потужність, МВт                     | 440      | 1000                       |
| К. к. д.,%                                     | 32,0     | 33                         |
| Тиск пари перед турбіною, кгс/см²              | 44,0     | 64                         |
| Тиск в першому контурі, кгс/см²                | 125      | 160                        |
| Температура води, °C:                          |          |                            |
| • на вході в реактор                           | 269      | 290                        |
| • на виході з реактора                         | 300      | 320                        |
| Кількість циркуляційних петель (ГЦТ) і ГЦН, шт | 6        | 4                          |
| Внутрішній діаметр (Ду) ГЦТ, мм                | 500      | 850                        |
| Діаметр активної зони, м                       | 2,88     | 3,12                       |
| Висота активної зони, м                        | 2,50     | 3,53                       |
| Діаметр ТВЕЛа, мм                              | 9,1      | 9,1                        |
| Кількість ТВЕЛів у касеті                      | 126      | 312                        |
| Кількість ТВЗ в РУ                             | 349      | 163                        |
| Завантаження урану, т                          | 42       | 66                         |
| Середнє збагачення урану,%                     | 3,5      | 3-4                        |
| Середнє вигорання палива, МВт-доб/кг           | 28,6     | 43                         |

## Характеристика реактора ВВЕР-440
Активна зона ВВЕР-440 набрана з 349 шестигранних касет (ТВС), частина з яких використовується як робочі органи СУЗ. Всередині кожуха касети змонтовано по трикутній решітці 126 стрижневих ТВЕЛів діаметром 9,1 мм. Сердечник ТВЕЛу (спечений діоксид урану із збагаченням 3,5 %), діаметром 7,5 мм укладений в оболонку товщиною 0,6 мм. Матеріал кожуха касети і оболонки ТВЕЛ — цирконій, легований ніобієм — 1 %.
ВВЕР-440 працює в режимі 4-6 часткових перевантажень касет за кампанію, що триває приблизно 3—6 років. Через кожні 280—290 діб у ВВЕР-440 замінюється 1/4—1/6 частина касет. Спочатку касети вивантажують з центральної області активної зони, а на їх місце переставляють касети з периферії активної зони. Звільнені місця на периферії активної зони заповнюють касетами із «свіжими» паливом. Перевантаження касет здійснюється в шахті мокрого перевантаження під захисним шаром води завтовшки 5 м, що ослаблює дозу випромінювання в реакторному залі нижче гранично допустимої.
В даний час для реакторів ВВЕР (і РБМК) розроблено паливо з вигораючим поглиначем нейтронів (гадоліній, ербій — для ВВЕР, ербій — для РБМК) який дозволяє більше збагачувати свіже паливо, і мати більший запас реактивності протягом паливної кампанії, що дозволяє використовувати одну касету з паливом не 3—4 роки, а 5—6 років при практично однаковій вартості, що дозволяє знизити витрати на паливо приблизно на 40 %.
Коефіцієнт реактивності потужності ВВЕР — негативна величина. На Нововоронезькій АЕС Росія він використовується для збільшення інтервалу між перевантаженнями касет під час максимального споживання електроенергії восени та взимку. Перед частковим перевантаженням реактор переводять на деякий час в режим саморегулювання. Потужність реактора повільно знижується, внаслідок чого звільняється реактивність. Вона і витрачається на компенсацію додаткового вигорання палива.
Активна зона ВВЕР-440 розміщена в товстостінному корпусі зі сталі. Він має зовнішній діаметр 3,8 м, висоту 11,2 м і розрахований на роботу під тиском 125 кгс/см². У корпусі є два ряди патрубків для входу та виходу теплоносія. Зверху корпус закривається кришкою.
На внутрішню стінку корпусу падають нейтронне і γ-випромінювання. Від дози випромінювання залежать зміна властивостей матеріалу корпусу і термічні напруги в корпусі. Тому дозу випромінювання в корпусі знижують водним та сталевим екранами, розташованими між активною зоною і корпусом. Товщина водного екрана дорівнює 20 см, сталевого — 9 см.
СУЗ ВВЕР-440 має дві незалежні системи: систему АРК і систему борного регулювання. Перша система з 37 АРК забезпечує управління реактором в нестаціонарних режимах і його виключення. Нижнім ярусом АРК служить касета з ТВЕЛами. Верхній ярус АРК заповнений елементами з борного сплаву. АРК закріплені на штоках, що виходять наверх через патрубки кришки корпусу. Вони переміщаються у вертикальному напрямку електроприводами, а в аварійних випадках скидаються в активну зону реактора. Після скидання місце паливного ярусу АРК в активній зоні займає поглинач з борного сплаву.
Повільні зміни реактивності (вигоряння ядерного палива, отруєння, шлакування та ін.) компенсує система борного регулювання. Застосування системи борного регулювання спростило СУЗ реактора, а кількість АРК зменшилася з 73 (ВВЕР-365) до 37 (ВВЕР-440).
Схема блоку складається з двох контурів. У першому контурі циркулює вода під тиском 125 кгс/см². Вода з температурою 269 °C надходить у кільцеву щілину між стінкою корпусу й активною зоною і опускається вниз. Потім вона рухається вгору через активну зону і, охолоджуючи ТВЕЛи, нагрівається до температури 300 °C, поступає в парогенератори. В парогенераторах відведене від реактора тепло витрачається на отримання насиченої пари (тиск 44 кгс/см², температура 275 °C), що обертає турбогенератори.

## Реакторні установки з реактором ВВЕР-440
Існує 3 проєкти реакторних установок на ВВЕР-440 (В-213, В-230, В-270), які відрізняються, в основному, компонуванням апаратних відділень і системами безпеки. Крім того, проєкт В-270 розроблявся з урахуванням сейсмічності майданчика будівництва.

### Реакторна установкаВВЕР-440/В-230
- В-189 — 3, 4 блоки Нововоронезької АЕС (Росія)
- В-230 — 1, 2 блоки Кольської АЕС[3] (Росія);
- В-230 — 1, 2, 3, 4 блоки АЕС Козлодуй (Болгарія);
- В-230 — 1, 2, 3, 4, 5 блоки АЕС Грайфсвальд (НДР/Німеччина);
- В-230 — 1, 2 блоки АЕС Богуниці[4] (Словаччина).

Реакторні установки (РУ) проєкту В-230 спочатку не мали гідроємностей САОЗ, 2-х комплектів аварійного захисту, поканального поділу систем безпеки та електроживлення, тому не відповідали вимогам Правил ядерної безпеки (ПБЯ), які були посилені після Чорнобильської аварії. Після проведення реконструкції, початковий проєкт зазнав серйозних змін з метою домогтися виконання сучасних вимог ПБЯ. Єдина серйозна відмінність модернізованого проєкту В-230 від В-213 — установка струменево-вихрового конденсатора (СВК) для захисту від надмірного підвищення тиску в гермооболонці, замість шахти локалізації аварії (ШЛА) і відсутність гідроємностей САОЗ, функцію яких виконують аварійні живильні насоси (АЖН) і дизельна насосна установка (на Кольській АЕС).

### Реакторна установкаВВЕР-440/В-213
- В-213 — 3, 4 блоки Кольської АЕС (Росія);
- В-213 — 1, 2, 3, 4 блоки Пакш (Угорщина);
- В-213 — 1, 2, 3, 4 блоки Дуковани (Чехія);
- В-213 — 1, 2 блоки АЕС Ловііса (Фінляндія);
- В-213 — 3, 4 блоки Богуніце (Словаччина);
- В-213 — 1, 2 блоки Рівненської АЕС (Україна).

У пізнішому проєкті реакторної установки В-213 присутні 3 канали системи безпеки, що включають пасивну систему аварійного охолодження активної зони (САОЗ). Реакторні установки цього проєкту практично повністю відповідають сучасним вимогам правил ядерної безпеки (ПБЯ).

### Реакторна установкаВВЕР-440/В-270
- В-270 — 1, 2 блоки Вірменської АЕС (Республіка Вірменія).

Проєкт В-270 розроблявся з урахуванням сейсмічності майданчика будівництва. Основою для нього був проєкт В-230.

## АЕС з ВВЕР-440
- 3 і 4 блоки Нововоронезької АЕС (Росія);
- 1, 2, 3, 4 блоки Кольської АЕС (Росія);
- 1 і 2 блоки Рівненської АЕС (Україна);
- 1 і 2 блоки АЕС Ловііса (Фінляндія);
- 1, 2, 3, 4 блоки АЕС Козлодуй (Болгарія);
- 1, 2, 3, 4, 5 блоки АЕС Грайфсвальд (Німеччина) — зупинено після об'єднання Німеччини;
- 1, 2, 3, 4 блоки АЕС Пакш (Угорщина);
- 1, 2, 3, 4 блоки АЕС Дуковани (Чехія);
- 3, 4 блоки АЕС Богуниці (Словаччина);
- 2 блок Вірменська АЕС (Вірменія, 1 і 2 блоки було зупинено після землетрусу в 1989 році, в 1995 роботу 2 блоку було відновлено);
- 1 блок АЕС Моховце (Словаччина, пущений в жовтні 1998);
- 2 блок АЕС Моховце (Словаччина, пущений в березні 2000).

## Реконструкція АЕС з ВВЕР-440
Зараз усі РУ проєкту В-230 (Росія) шляхом реконструкції, яка обійшлася приблизно в 25 млн євро/1 блок, приведені у відповідність сучасним вимогам правил ядерної безпеки. У результаті чого Ростехнагляд продовжив їхню експлуатацію на 15 років.
У Росії планується провести реконструкцію РУ проєкту В-213, при цьому, окрім заміни автоматики, планується замінити частину циліндрів низького тиску турбін і за рахунок підняття їх ККД збільшити потужність блоку до 510 МВт. Термін експлуатації при цьому планується продовжити на 20 років.
Була виконана реконструкція РУ В-213 1 і 2 блоків Рівненської АЕС (Україна). Міжнародна місія OSART МАГАТЕ виконувала перевірки рівня експлуатаційної безпеки станції в 1988, 1996, 2003 і 2008 роках. Міжнародні експерти високо оцінили рівень безпеки АЕС та кваліфікацію її персоналу. За результатами перевірки Європейський Союз обрав станцію за базову для виконання ряду міжнародних проєктів. У 2009 році станція успішно витримала ресертифікаційний аудит міжнародної компанії «TÜV NORD» на відповідність вимогам міжнародних стандартів «Системи управління якістю» (СУЯ) та контролю навколишнього середовища.
10 грудня 2010 року виїзна колегія Державного комітету ядерного регулювання України (ДКЯРУ) у місті Вараш ухвалила рішення про продовження терміну експлуатації енергоблоків 1 і 2 (ВВЕР-440) ВП «Рівненської АЕС» на 20 років до 2030 року.